# Instituto Proeza

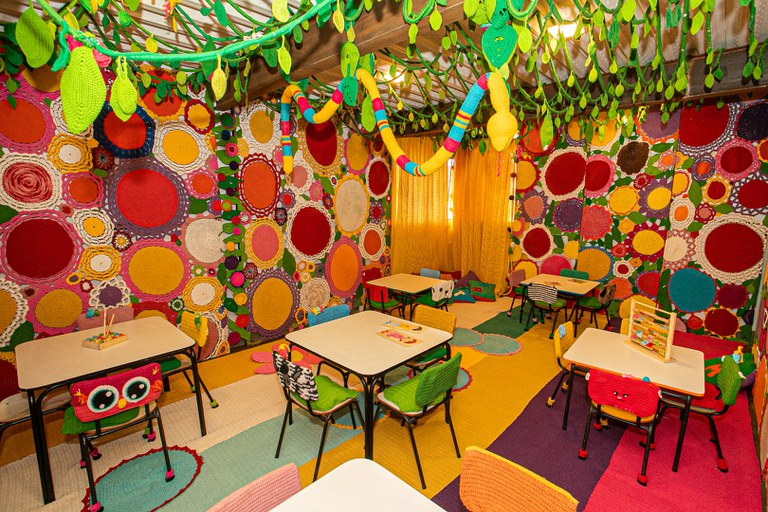
Sala do Instituto Proeza decorada com peças de crochê

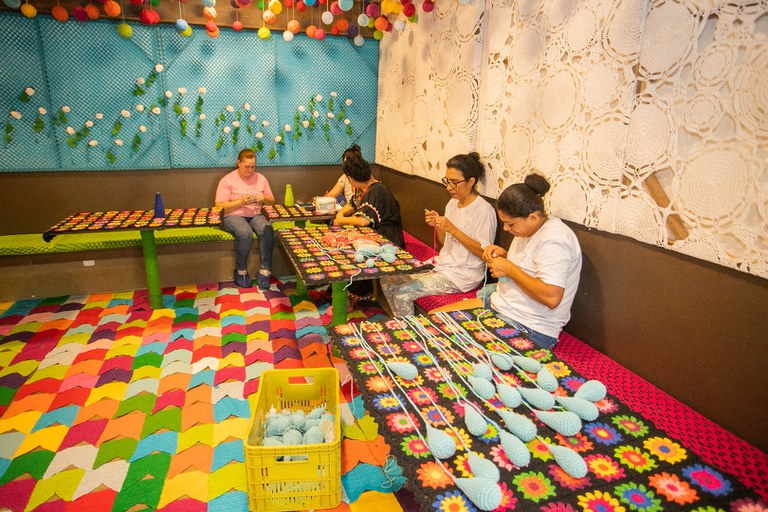
O trabalho em crochê apoia mulheres em situação de vulnerabilidade.

O Instituto Proeza é uma organização social com sede no Recanto das Emas, Distrito Federal, Brasil. Foi fundado em 2003 por Katia Ferreira com o objetivo de apoiar mulheres em situação de vulnerabilidade, pobreza, depressão e desemprego. Com o tempo, expandiu suas atividades para atender crianças e jovens das comunidades locais. Atualmente, desenvolve projetos voltados à inclusão social, capacitação profissional e promoção cultural, impactando significativamente a população atendida.

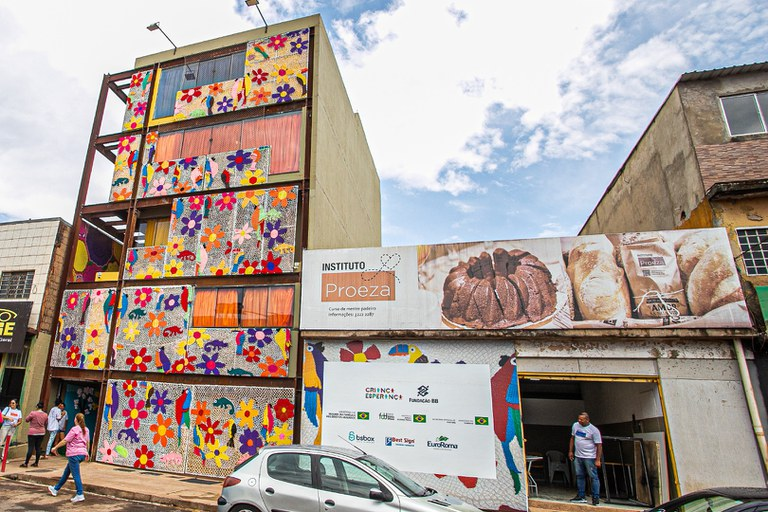
Fachada da sede do Instituto Proeza

O artesanato, especialmente o crochê, tornou-se uma das principais atividades do Instituto, sendo utilizado como ferramenta para transformação social e resgate de tradições culturais. Em 2022, a sede do Instituto Proeza foi completamente revestida com peças de crochê, cobrindo a fachada e os quatro pavimentos internos. As peças, confeccionadas ao longo de três anos por 108 mulheres, transformaram o prédio em um ponto de referência cultural e turística na região. 
O impacto do uso do crochê e do bordado na transformação social e na ajuda humanitária foi amplamente divulgado pela mídia  e rendeu ao Instituto reconhecimento nacional e internacional.
Uma dissertação de mestrado da Universidade de Brasília analisou a influência do Instituto Proeza na vida das mulheres envolvidas, identificando o fenômeno do "bordativismo", no qual o bordado é utilizado como meio de ativismo político e conscientização social.
Além do artesanato, uma cozinha comunitária onde oferece refeições diárias aos beneficiários do Instituto, promovendo alimentação saudável e o fortalecimento da comunidade.

## Projetos e Atividades
O Instituto Proeza conduz uma ampla gama de iniciativas, entre as quais se destacam:

#### Empoderamento feminino e resgate de autoestima
- Desenvolve redes de apoio para mulheres em situação de vulnerabilidade, fortalecendo suas capacidades emocionais e sociais.[12]

#### Projeto de capacitação para mulheres
- Capacita mulheres para inserção no mercado de trabalho, com foco na autonomia econômica e inclusão social.[3]

#### Mutirão de crochê para vítimas de desastres
- Em 2024, o Instituto realizou uma parceria com o armarinho Millano, voluntárias e a UNESCO, para a confecção e entrega de mantas para vítimas de inundações no Rio Grande do Sul.[10]

#### Produção de painéis de crochê para eventos
- Artesãs produziram peças exibidas em eventos do G20[13] e da Embratur, no Brasil e no exterior.[14]

#### Projetos internacionais de crochê
- O sucesso do projeto de crochê na sede do Instituto resultou em convites para decorar locais como a embaixada brasileira na Piazza Navona, em Roma[15] e espaços em Paris[16] e Milão,[17][9] estes últimos em parceria com a marca de moda Farm Rio. Em colaboração com a mesma marca, o Instituto instalou uma árvore de crochê de 12 metros na loja de departamentos Liberty, em Londres.[18]

## Parcerias e Transparência
O Instituto Proeza colabora com e recebe apoio de organizações como UNESCO, Programa Criança Esperança, Fundação Banco do Brasil, Fundação Socioambiental da Caixa Econômica, Inter-American Foundation, Secretaria de Desenvolvimento Social do Distrito Federal e empresas privadas.  
Para maior transparência, o Instituto disponibiliza um Painel da Transparência com informações sobre atividades, parcerias e uso de recursos.